# Veen Bosch & Keuning Uitgeversgroep
Veen Bosch & Keuning Uitgeversgroep (vaak afgekort tot VBK) is een concentratie van Nederlandse en Belgische fictie- en non-fictie-uitgeverijen die ontstond in het voorjaar van 2001 uit een fusie van Veen Uitgevers Groep en Bosch & Keuning. Het concern is marktleider in het Nederlandse uitgeefgebied. 

## Oprichting en groei
Veen Uitgevers Groep verzelfstandigde in 1999 uit uitgeefconcern Wolters Kluwer. Met de naam Veen memoreerde de groep aan L.J. Veen, de oprichter van een van de uitgeverijen, ontstaan in 1887. Bosch & Keuning ontstond in 1925 toen de naam van de christelijke uitgever E.J. Bosch J.Bzn gekoppeld werd met die van zijn compagnon Pieter Keuning. In 1997 werden de grafische activiteiten uit Bosch & Keuning gehaald, waarna de onderneming expandeerde als uitgeverij. 
In maart 2005 fuseerde Veen Bosch & Keuning met de Noordelijke Dagblad Combinatie (NDC) tot NDC/VBK de uitgevers. Tot dit uitgeefconglomeraat hoort ook ThiemeMeulenhoff. Sinds 1 november 2012 is Veen Bosch & Keuning Uitgeversgroep weer een zelfstandige onderneming, net als NDC Mediagroep en ThiemeMeulenhoff. De groep was onder meer eigendom van management en personeel.
In december 2017 werd de moeder van Veen Bosch & Keuning Uitgeversgroep (VBK) eigenaar van de winkelketen Bruna. Na de overname vormt VBK Beheer een nieuwe houdstermaatschappij met de naam Shared Stories Groep. Hieronder kwamen drie bedrijfsonderdelen te vallen. Dit zijn VBK Uitgeversgroep, het tweede bedrijfsonderdeel is Bookchoice, een abonnementsdienst voor e-books, en Bruna werd in dat jaar het derde onderdeel.
In het voorjaar van 2024 waren er geruchten dat er een fusie aanstaande zou zijn tussen VBK en WPG Uitgevers, het moederbedrijf van onder meer De Bezige Bij. De directeuren van beide uitgevers ontkennen dat er concrete plannen zijn voor een fusie, wel dat er gesprekken gaande zijn, maar dat daar altijd sprake van is tussen grote uitgeverijen.
In mei 2024 werd VBK overgenomen door Simon & Schuster, de overnamesom is niet bekend gemaakt. Op het moment van overname telde VBK ongeveer 280 medewerkers en geeft jaarlijks circa 1500 titels uit in Nederland en België. Simon & Schuster is zelf weer eigendom van het private-equityfonds Kohlberg Kravis Roberts (KKR) en is een van de Amerikaanse 'Big Five' uitgeverijen: de vijf grootste uitgeefconcerns die vrijwel de gehele Amerikaanse markt bepalen, en die verder bestaat uit de Hachette Book Group, HarperCollins Publishers, Macmillan Publishers en Penguin Random House.